# Stade Turner
Le stade Yaakov-Turner, plus communément appelé le stade Turner (en hébreu : אצטדיון טרנר), est un stade de football, situé à Beer-Sheva dans le sud d'Israël. Le stade est utilisé par le club de l'Hapoël Beer-Sheva. Cet équipement d'une capacité de 16 126 places remplace l'ancien stade Vasermil, et la tribune sud porte le nom d'Arthur Vasermil. Il porte le nom de l'ancien maire de la ville, Yaakov Turner.
Le stade fait partie d'un complexe sportif qui comprend également une salle polyvalente la Conch Arena de 3 000 places accueillant les équipes de basketball et de handball de Beer-Sheva, un terrain d'entraînement et une piscine semi-olympique. Le stade Turner est le quatrième stade d'Israël plus grand en termes de capacité.

## Histoire
Les architectes GAB Architects de Jérusalem ont conçu ce stade qui rappelle les stades de football britanniques. Le design avec environ 16 000 places est inspiré du GelreDome d'Arnhem, aux Pays-Bas. Quatre tribunes proches du terrain, séparés les uns des autres. Dans l'angle nord-ouest et sud-est, des écrans vidéo LED sont installés, chacun avec une surface d'écran de 60 m2. Le budget pour ce projet de construction était de 50 millions de dollars. La tribune ouest abrite les principales installations telles les quatre vestiaires, une salle d'anti-dopage, des salles d'arbitrage et d'entraîneur, la boîte d'honneur, six loges, un restaurant, la loge de presse et la salle de conférence.
En juillet 2011, les travaux ont officiellement commencé, mais seulement à la fin de 2012, les fondations ont été coulées. Deux ans plus tard, le stade est presque terminé.
L'installation est conforme aux exigences de l'UEFA et de la FIFA pour les rencontres internationaux. Le budget initialement prévu était de 50 millions de dollars. Les coûts de construction s'élevaient à 63 millions de dollars américains (environ 250 millions de shekels).
Le stade devait ouvrir pour la saison 2015-2016 de la Ligat HaAl, mais son ouverture est retardée jusqu'au quatrième journée du championnat, le 21 septembre 2015 contre le Maccabi Haïfa. La rencontre se solde par un match nul et vierge. Anthony Nwakaeme marque le premier but de l'histoire du stade le 3 octobre lors d'une victoire de 5-2 contre le Maccabi Petah-Tikva.

## Galerie

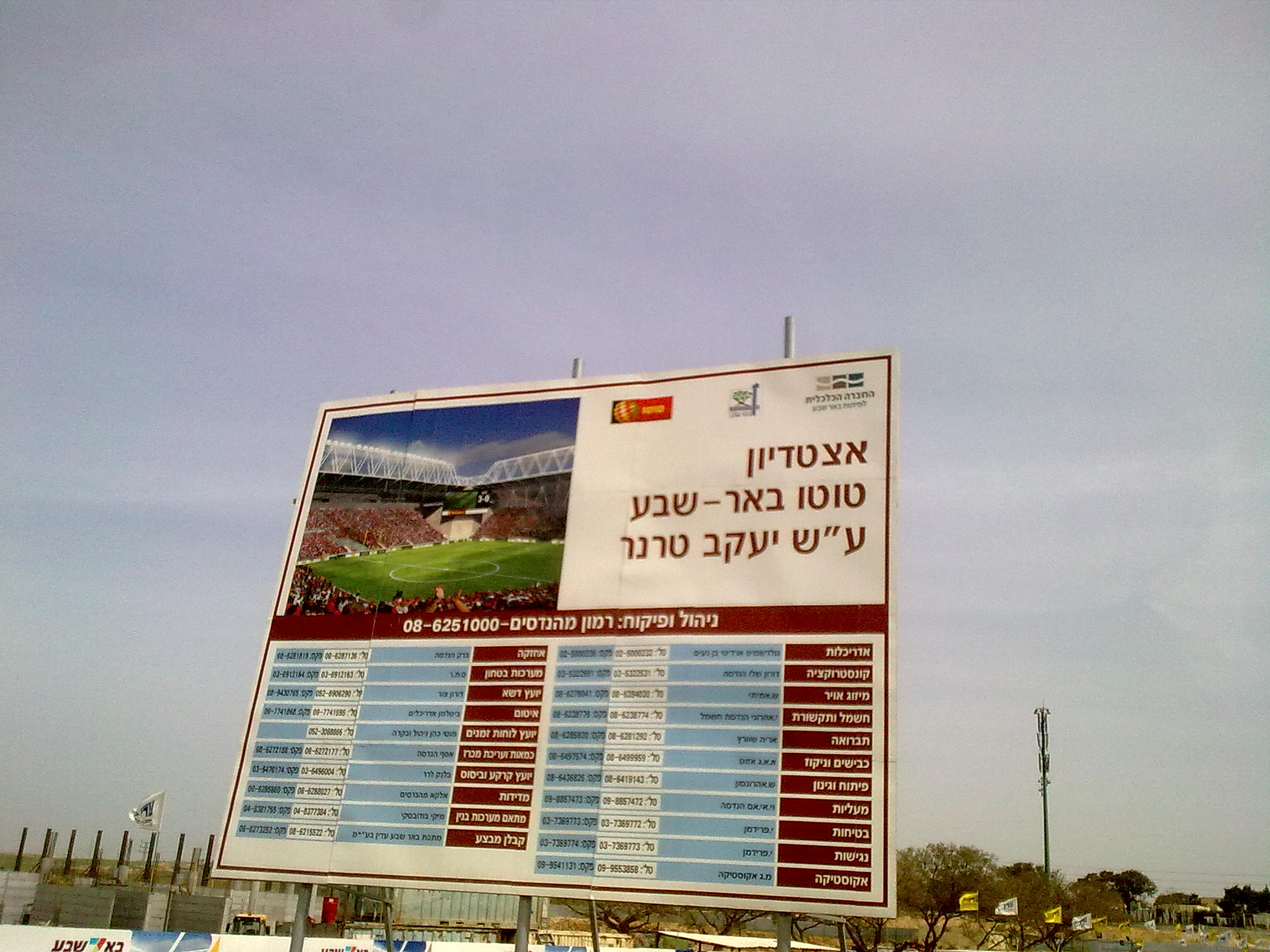
Site du futur stade
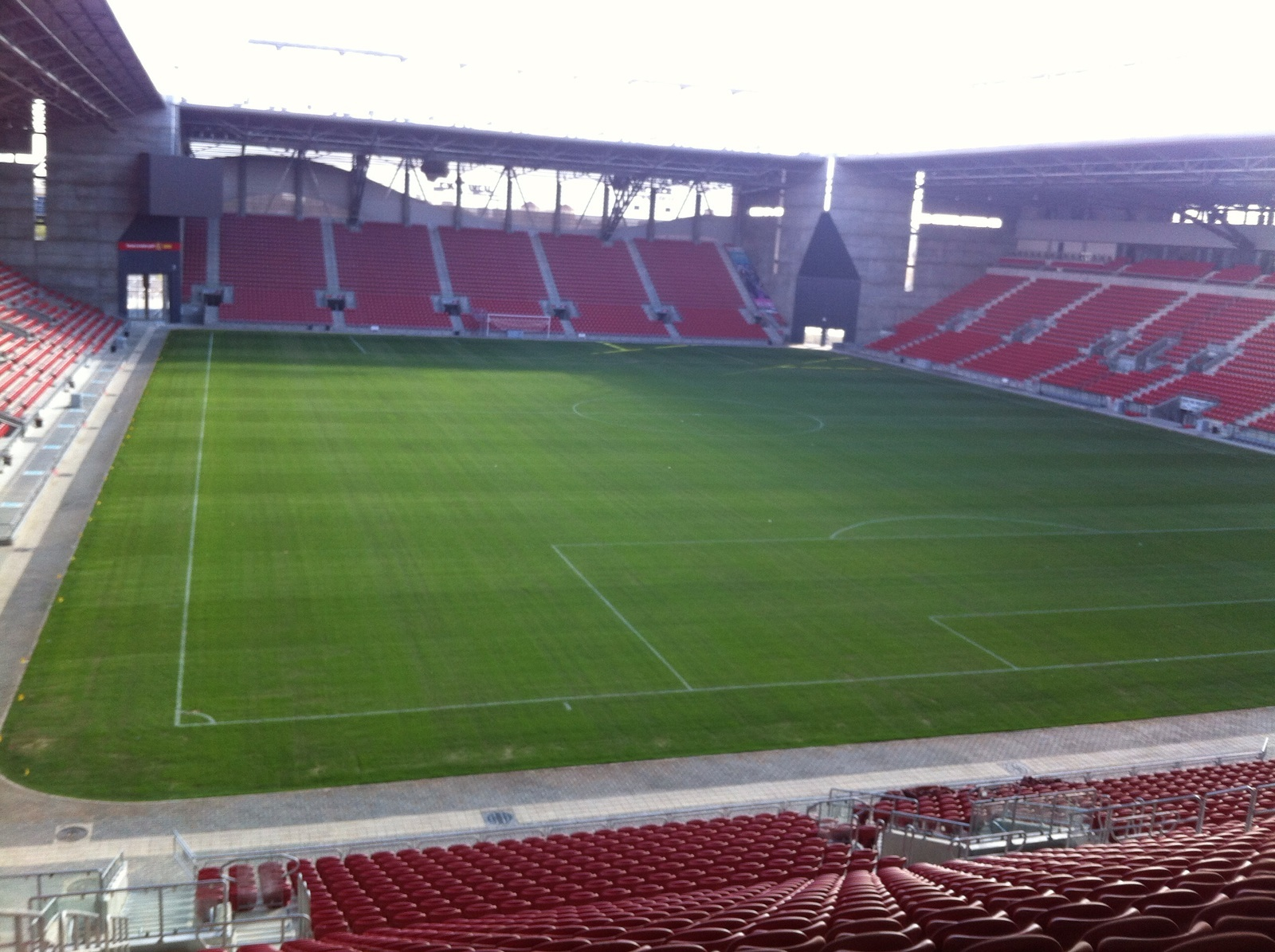
Vue intérieure
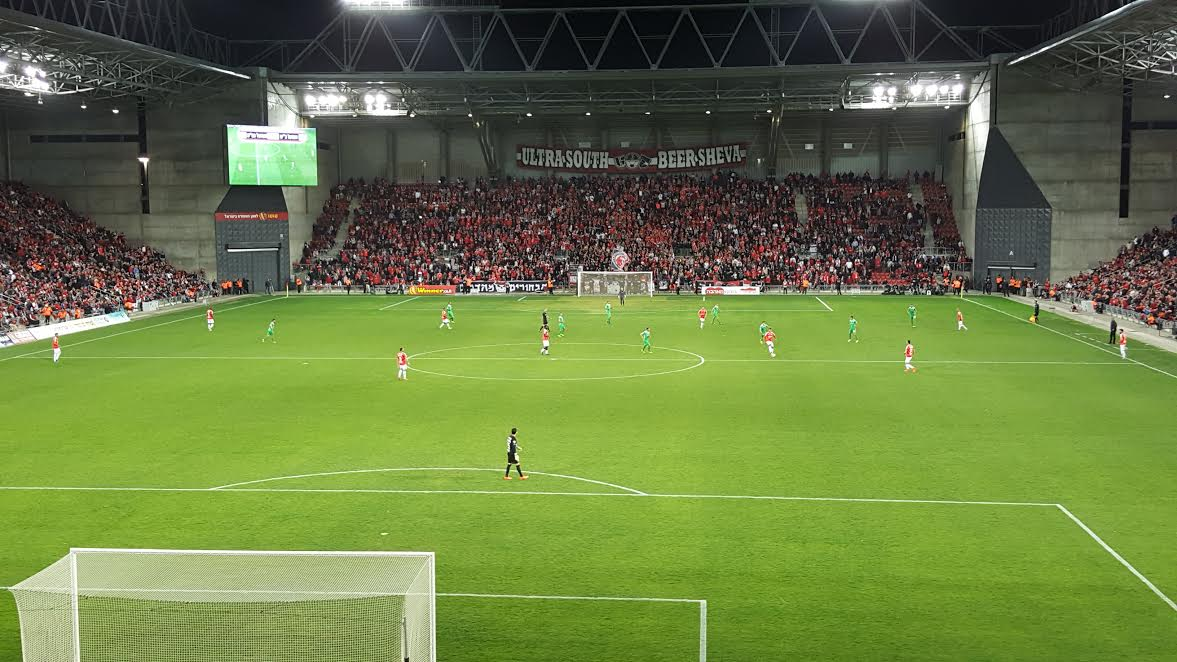
Match de Ligat HaAl contre Kfar Saba
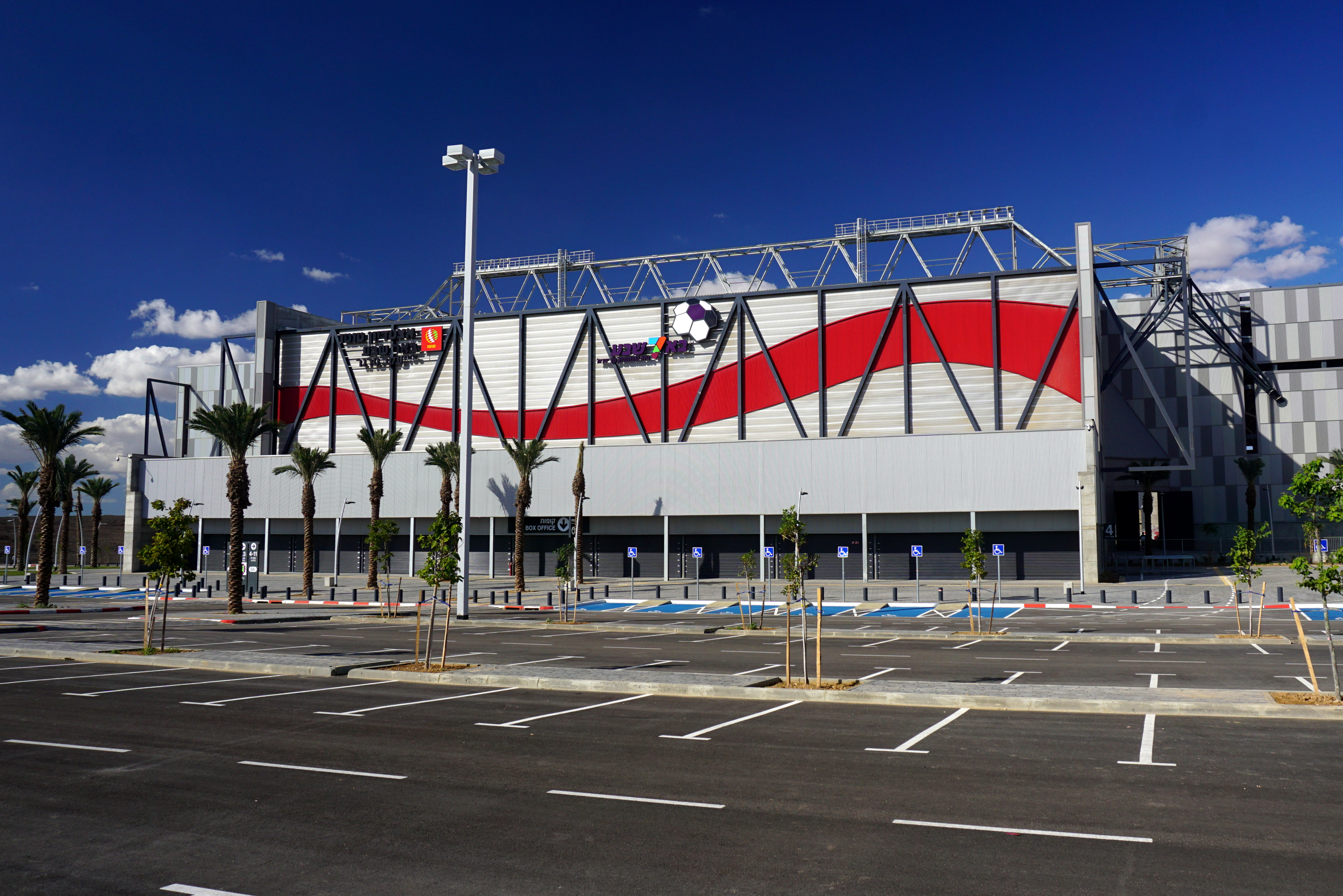
Façade extérieur